# Příluky (Lešná)
Příluky je malá vesnice, část obce Lešná v okrese Vsetín. Nachází se asi 2 km na jihovýchod od Lešné. Prochází zde silnice I/35. Je zde evidováno 50 adres. Trvale zde žije 130 obyvatel.
Příluky je také název katastrálního území o rozloze 1,71 km2.

## Název
Jméno vesnice je množné číslo starého obecného příluka - "přechod".

## Historie
První písemná zmínka o obci pochází z roku 1358.

## Pamětihodnosti
- Kotula, archeologické pozůstatky tvrze